# Brendan Schmidt
Brendan Schmidt (* 3. September 1994 in St. Louis, Missouri) ist ein US-amerikanischer Volleyballspieler.

## Karriere
Schmidt spielte erst Hockey, bevor er durch Freunde zum Volleyball kam. Er begann seine Karriere an der Fort Zumwalt West High School in O’Fallon.  Von 2014 bis 2018 studierte er an der McKendree University und spielte in der Universitätsmannschaft Bearcats. Nach seinem Studium ging der Mittelblocker nach Rumänien und gewann mit Dinamo Bukarest in der Saison 2018/19 den nationalen Pokal. 2019 nahm er mit der US-Nationalmannschaft am Pan American Cup teil. Danach wechselte er zum deutschen Bundesligisten VfB Friedrichshafen.